# Economía de la tecnología
La Economía de la tecnología es el campo de estudio de la ciencia económica que estudia la tecnología. Los economistas líderes de este campo son Susan Athey, Hal Varian, Preston McAfee, Ajay Agrawal, Joshua Gans, Avi Goldfarb, Catherine Tucker y Christian Catalini. Este campo de estudio suele contener un fuerte componente de economía computacional que le permita realizar los análisis sobre el sector tecnológico, empleando métodos de econometría computacional (inteligencia artificial, aprendizaje automático, aprendizaje profundo, ...). Es un campo de reciente desarrollo dentro de la ciencia económica.

## Subcampos
- Economía digital.[5][6]
- Difusión tecnológica.[7]
- Economía de las Tecnologías de la Información.[8]
- Economía de la Automatización
- Mercados de plataforma.[9]
- Publicidad online
- Diseño y medición de intervenciones digitales de impacto social
- Modelado del mercado para la innovación.
- Economía de la inteligencia artificial.[10][11][12][13]
- Subastas digitales
- Economía de las redes de telecomunicaciones.[14]
- Economía de telecomunicaciones.[15][16]
- Economía de los datos.[17]
- Economía de las industrias de redes.[18]